# Darijo Krišto
Darijo Krišto (* 5. března 1989 v Tomislavgradu) je chorvatský fotbalový záložník, od února 2014 působící v DAC 1904 Dunajská Streda.

## Klubová kariéra
Svoji fotbalovou kariéru začal v Interu Zaprešić, kde se v roce 2008 propracoval do prvního týmu. Po hostování v Rudeši přestoupil do Zmaje Makarska. V roce 2010 zamířil do Omiše a ve stejném roce odešel do Šibeniku. V zimním přestupovém období ročníku 2011/12 se stal hráčem Zrinjski Mostar, který se pro něj stal prvním zahraničním angažmá. V roce 2013 podepsal smlouvu s NK Lučko a následně vedly hráčovy kroky do Dugopolje. V únoru 2014 odešel do DAC 1904 Dunajská Streda.